# Havanas Psykiatriske Hospital
Havanas Psykiatriske Hospital er en dansk dokumentarfilm fra 1974, der er instrueret af Lars Engels.

## Handling
Før den cubanske revolution tjente det psykiatriske hospital i Havana som et regulært fængsel for Batistas politiske modstandere. De indespærrede patienter levede en utrolig ussel tilværelse. Filmholdet besøgte hospitalet en varm dag i juli 1973. Allerede ved indgangen blev man mindet om, at revolutionen er nået til det psykiatriske hospital: Her modtages man af selveste helten fra frihedskrigen mod spanierne for 100 år siden - general Maceo.